# Raskol

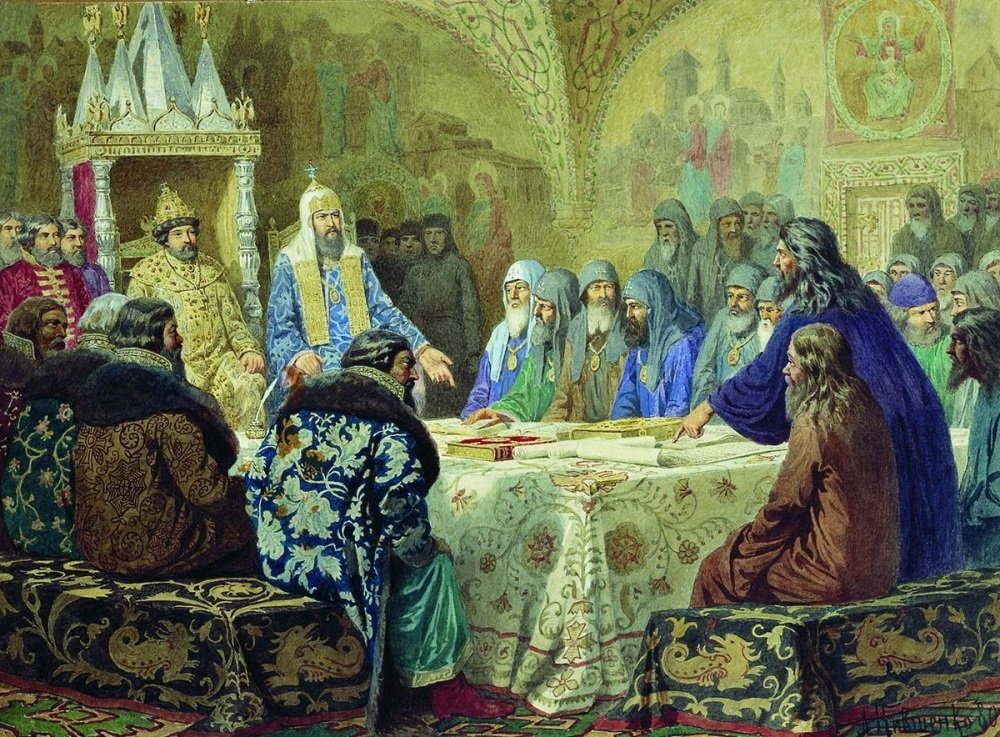
Historiemålning som föreställer hur patriarken Nikon genomdriver förändringar i de liturgiska böckerna.

Raskol (ryska: раско́л, ryska uttal: [rɐskol], som betyder "split" eller "schism") var den händelse som kom att dela den rysk-ortodoxa kyrkan i en officiell kyrka och en bestående av de så kallade starovertserna eller gammaltroende, även kallade raskolniker (av ryskans raskol) alternativt schismatiker. Splittrandet av kyrkan ägde rum i mitten av 1600-talet, utlöst av de reformer patriark Nikon började genomföra 1652 i syfte att skapa enhetlighet mellan den grekiska och ryska kyrkans praktiker.

## Nikons reformer
De reformer som patriarken Nikon genomdrev hade sin grund i den kyrkliga reformrörelse vilken följde efter den Stora oredan. Dess mål var ett värdigare gudstjänstfirande och ett moraliskt förhöjande av prästerskapet. Den hade en stark förankring vid tsar Aleksej Michajlovitjs hov. För att korrigera vad som uppfattades som felaktigheter i den rysk-ortodoxa liturgin och kyrkolivet vände man sig till de liturgiska böckernas grekiska originalteхter. Med stor kraft drev Nikon på denna grund under en mycket kort tid (två år) igenom en rad genomgripande reformer.

### Reformernas innehåll
Reformerna berörde de för trosutövaren mest synliga beståndsdelarna i gudstjänst och kyrkoliv:
- Korstecknet
- Trosbekännelsen
- Jesu namn
- Tecknen på hostian
- Mässans ceremonier
- Altarets form
- Sångläktarna revs
- De tältformiga kyrkotaken förbjöds

Men reformerna innebar också diskreta, men verkliga, förändringar av de teologiska ståndpunkterna rörande:
- Guds moders natur
- Mässoffret
- Katolikernas religion

### Liturgiska förändringar
|                                                  | DEN GAMMALRYSKA LITURGIN | NIKONS LITURGI |
| Nicaenska trosbekännelsen                        | рождена, а не сотворена (född, men icke skapad); И в Духа Святаго, Господа истиннаго и Животворящаго (och på den helige Ande, den sanna Herren och livgivaren) | рождена, не сотворена (född, icke skapad); И в Духа Святаго, Господа Животворящаго (och på den helige Ande, Herren och livgivaren) |
| Korstecken                                       | Två fingrar, tre krökta | Tre fingrar, två krökta |
| Antalet prosphora (nattvardsbröd) vid eukaristin | Sju | Fem |
| Processionernas riktning                         | Medsols | Motsols |
| Halleluja                                        | Аллилуїa, аллилуїa, слава Тебe, Боже (Halleluja två gånger) | Аллилуїa, аллилуїa, аллилуїa, слава Тебe, Боже (Halleluja tre gånger)                                                              |
| Jesu namn                                        | Ісусъ (Isus) | Іисусъ (Iisus) |

## Den stora schismen

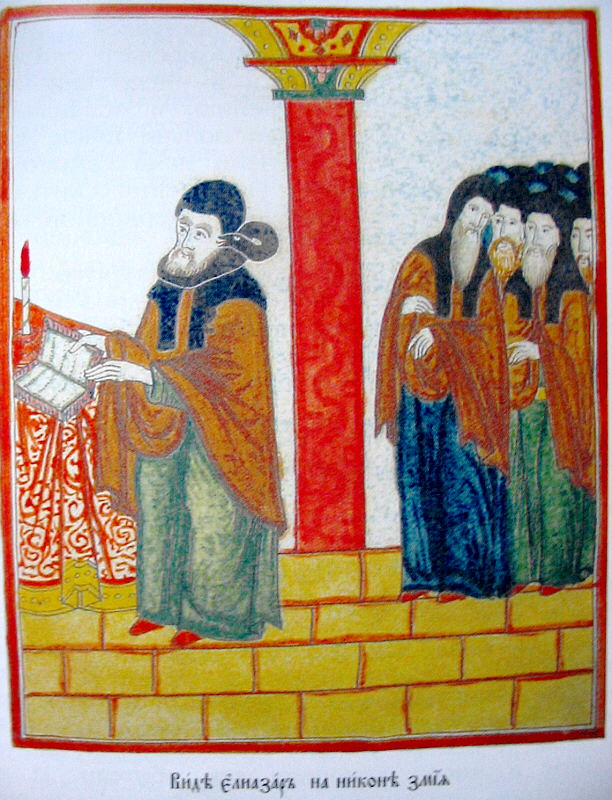
De gammaltroendes uppfattning om Nikon manifesteras genom denna framställning, som återger en vision av den Helige Eleazar av Anzersk, där patriarken omslingras av en orm vilken symboliserar djävulen.

Den stora schismen ägde rum på 1650-talet, som en följd av motståndet mot Nikons reformer. De som tog avstånd från reformerna kallade sig staroobrjadcy (gammalliturgiker) eller starovery (gammaltroende). Biskoparna stödde Nikon, medan det lägre prästerskapet och lekfolket i stor utsträckning tog avstånd från dem. Vid ett kyrkomöte 1667 bannlystes de gammaltroende som raskolniker (schismatiker). Den ledande reformmotståndaren, protopopen Avvakum, brändes på bål 1682.
När Peter den store påbörjade sitt reformarbete för att göra Ryssland till en modern militärmakt, betraktade de gammaltroende honom som oäkta son till Nikon och en inkarnerad Antikrist. De såg Peters samhällsförändringar som en bekräftelse på att den yttersta tiden var nära. De gammaltroende blev sålunda fokus i den moskovitiska oppositionen mot det västeuropeiska.

## De gammaltroende

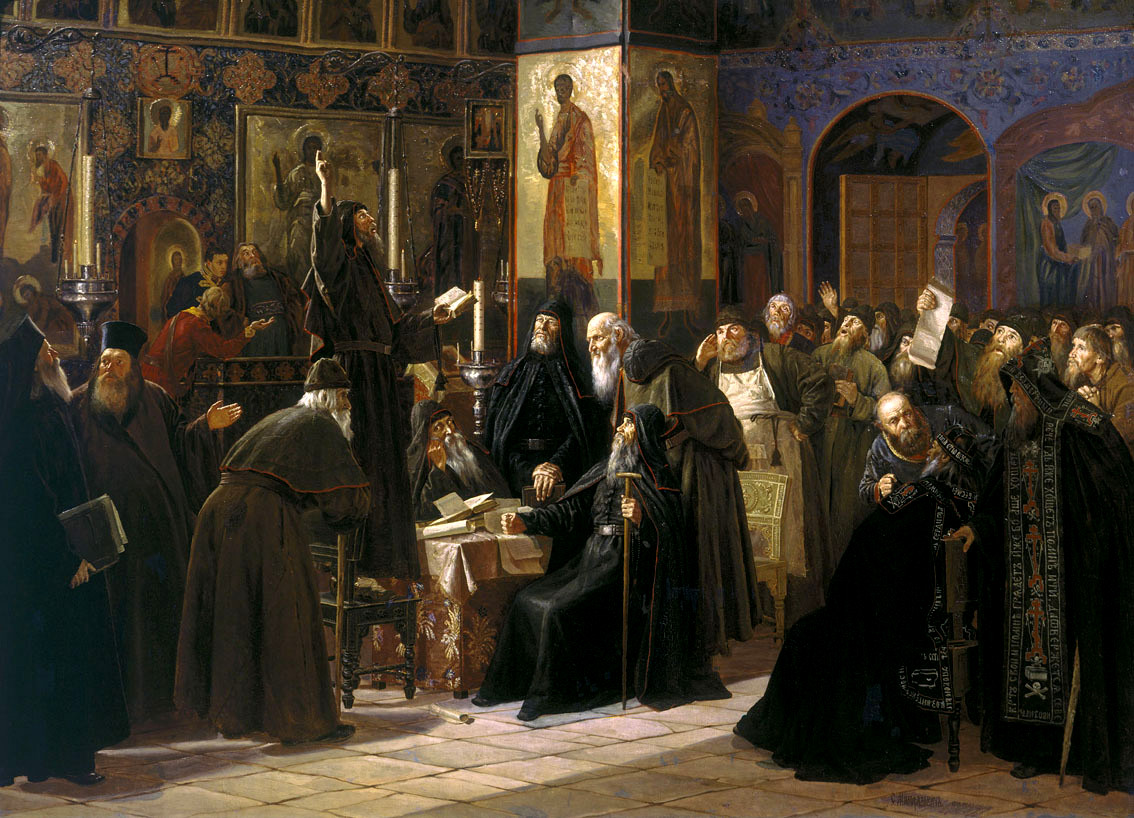
Historiemålning som föreställer hur munkarna i Solovetskijklostret 1666 tar avstånd från Nikons reformer.

Eftersom ingen biskop var gammaltroende kunde ingen prästvigning äga rum; den ende biskop som tog avstånd från Nikons reformer hade fängslats och dött. Från början fanns det ett antal redan prästvigda gammaltroende präster, men när dessa dog kom de gammaltroendes församlingar att ställas inför ett svårt dilemma. Den gren av de gammaltroende som kom att kallas bespopovcy (de prästlösa) menade att den officiella kyrkan genom Nikons reformer hade blivit en kättersk sekt och den apostoliska successionen därigenom gått förlorad. Sålunda fanns det inte längre prästerskap, sakrament eller kyrka. I de prästlösas församlingar genomfördes liturgin enligt den gammalryska ordningen, men sakramenten kunde inte utdelas och det fanns inget altare. Den gren som kallades popovcy (de prästerliga) ansåg däremot att den apostoliska successionen inte gått förlorad då även den kätterska kyrkans biskops- och prästvigningar var giltiga. Präster som hoppat av från den nikonska kyrkan kunde därför förrätta mässoffret och utdela sakramenten.